# Казалиште народног ослобођења
Казалиште народног ослобођења Југославије представљало је најзначајнију сценско-уметничку институцију Народноослободилачког покрета. Радило је од 1. маја 1942. до 12. новембра 1944, дајући драмске и балетске позоришне представе и пригодне приредбе за војску и за грађанство на слободној територији. Ансамбл су чинили професионални глумци који су са великим ентузијазмом и под тешким условима стварали позориште, делећи ратне недаће са војском.
Од свог оснивања до престанка са радом Казалиште је одиграло око 900 представа, преваливши пут дуг преко 18.000 километара.

## Ратни пут Казалишта
У организацији Месног комитета КПХ за Загреб од 22. априла 1942. крајем априла 1942. из окупираног Загреба на ослобођену територију илегално је прешла група позоришних радника — чланова Хрватског народног казалишта.
Прве приредбе за народ и војску 1. маја 1942. у Кореници, где је тада било седиште Главног штаба НОВ и ПО Хрватске, и у Доњем Лапцу. Затим је пошла на прву турнеју по ослобођеној територији Лике, Кордуна и Горског Котара. После скоро пет месеци рада на територији Хрватске, прелази у Босну. На путовању до Млиништа, где се налазио Врховни штаб, група је дала приредбе у Дрвару и у Гламочу, а потом у Млиништима. После даје представе у Ливну, Гламочу и у селима око њега, у Мркоњић-Граду, Јајцу, Дрвару : у другим местима. У част конференције Антифашистичког фронта жена у Босанском Петровцу, припремила је и фолклорни балет са борбеним садржајем (касније га је извела око 150 пута).
У почетку се репертоар Казалишта састојао од једночинки, рецитаторских и музичких програма. До октобра 1942. група је попуњена новим члановима. То јој је омогућило да битно измени свој репертоар и да од једночинки и шарених програма пређе на целовечерње представе. Убрзо је припремила Нушићево Сумњиво лице и Толстојеву Она је свему крива, а рад на Гогољевом Ревизору прекинуо је почетак операције „Вајс”. У новембру је група добила званичан назив — Казалиште народног ослобођења Југославије. У јануару 1943. донет је и Статут Казалишта.
Током немачких офанзивних операција у првој половини 1943, током битака на Неретви и Сутјесци Казалиште је било у сталном покрету, делећи тешкоће и оскудице с војском. Ипак, и током овог периода оно је користило сваку прилику за припремање приредби за борце и месно становништво.
После Битке на Сутјесци Казалиште је бројало 17 чланова: Мира и Вјекослав Афрић, Ивка и Јожа Рутић, Жорж Скригин, Салко Репак, Милан Вујиновић, Јунус Међедовић, Никола Херцигоња, Браслав Борозан, Мира и Силвије Бомбардели, Мира Ђерић, Аника Радошевић, Мирон Цесарец, Бата Урошевић и Љубо Божановић. Прву приредбу дало је у јулу за рањене борце у селу Врачевцу код Сеоне у близини Тузле. Затим је пошло на турнеју по источној Босни, а у септембру се вратило у Јајце, где је остало све до јануара 1944. Ту су услови за рад били врло повољни (зграда с позорницом, кулисама и другим потребама). У том периоду постављена су или обновљена бројна драмска дела: Цанкарев Слуга Јернеј и његово право, Кочићев Јазавац пред судом, Гогољев Ревизор, Нушићев Народни посланик. Постављен је на сцену и балет на Барановићеву музику Лицитарско срце. Такође је постављен балет на Гершвинову Рапсодију у плавом, који је доживео неколико стотина извођења. Приредбе су одржаване и у околним местима.
Када је током Операције „Валдрауш” у јануару 1944. Јајце постало поприште свакодневних борби, Казалиште је било принуђено да га напусти. Од ансамбла и особља формиране су три групе. Једна је пошла на Козару, друга у Дрвар, а трећа је остала са 6. личком дивизијом у околини Јајца. У марту све три групе поново обједињене на заједничким пројектима у Босанском Петровцу. Током овог периода постављене су на сцену Нушићева Протекција, Кир Јања Јована Стерије Поповића и Клопчичева Мати.
После десанта на Дрвар, један део ансамбла пребачен је авионом у Италију, а други одлази у Далмацију, где остаје краће време у 8. корпусу, па затим прелази на Вис. На Вису је премијерно изведена Најезда Леонида Леонова. У септембру Казалиште је предузело турнеју по Италији, дајући приредбе за партизанске рањенике који су се налазили на лечењу у савезничким војним болницама и за савезничке јединице. Првог новембра 1944. Казалиште је стигло у ослобођени Београд. Ту је завршило свој ратни пут дајући 12. новембра последњу приредбу под дотадашњим именом.

## Делатност и значај Казалишта
Југославија пре Другог светског рата била је заостала земља у којој су културни токови и цивилизацијска достигнућа били недоступни знатној већини становништва. Народноослободилачки покрет се својом пропагандом обраћао овим занемареним слојевима, обећавајући општу еманципацију и цивилизацијски напредак за све.
У тој пропаганди Казалиште је одиграло значајну улогу демонстрирајући нови модел културно-уметничке делатности. Оно је представљало репрезентативну културну институцију. На тај начи је Народноослободилачки покрет борцима у јединицама и грађанству демонстрирао свој културни ниво и цивилизаторску опредељеност.
Казалиште није било усамљен пример — све јединице НОВЈ у рангу бригаде па навише имале су своје културне и сценске секције. Казалиште је било најрепрезентативнији и кадровски најјачи сценски ансамбл, па су његови чланови учествовали у бројним курсевима где су као предавачи преносили знања на културне организаторе.
Казалиште је издавало и свој лист под називом Наше казалиште. У априлу 1943. изашао је први број, а до краја делатности изашла су укупно три броја.